# Inferno (Motörhead)
| Recensione             | Giudizio |
| ---------------------- | -------- |
| AllMusic               |          |
| Encyclopaedia Metallum | 86/100   |

Inferno è il diciassettesimo album dei Motörhead pubblicato nel 2004 dall'etichetta SPV GmbH.
L'album è il sesto registrato dalla nuova formazione della band che ha debuttato nel 1996, con Lemmy, Phil Campbell, e Mikkey Dee.

## Tracce
Tutte le tracce sono composte da Campbell, Dee, Kilmister
1. Terminal Show - 3:45
2. Killers - 4:14
3. In the Name of Tragedy - 3:03
4. Suicide - 5:07
5. Life's a Bitch - 4:13
6. Down on Me - 4:12
7. In the Black - 4:31
8. Fight - 3:42
9. In the Year of the Wolf - 4:17
10. Keys to the Kingdom - 4:46
11. Smiling Like a Killer - 2:44
12. Whorehouse Blues - 3:53

### 30th Anniversary DVD
1. Live al Hammersmith Apollo, 16 giugno 2005
- Killers – 6:15
- Love for Sale – 5:25
- In The Name of Tragedy – 3:22
- (We Are the) Road Crew – 3:34
- Whorehouse Blues – 4:59
- Bomber – 3:59
- Durata totale – 27:34

2. The Guts and the Glory – The Motörhead Story
- Include interviste con Eddie Clarke e Phil Taylor
- Durata totale – 64:00

3. Whorehouse Blues
- Video – 4:30
- Making of... – 17:05
- Durata totale – 21:35

4. About Joe Petagno
- Durata totale – 20:20

## Formazione
- Lemmy Kilmister - basso, voce e armonica a bocca e chitarra acustica per la traccia "Whorehouse Blues"
- Phil Campbell - chitarra
- Mikkey Dee - batteria

### Ospiti speciali
- Steve Vai - chitarra per le tracce "Terminal Show" e "Down On Me"
- Curtis Mathewson – strings per la traccia  "Keys to the Kingdom"